# Hipposideros beatus
Hipposideros beatus — один із видів кажанів родини Hipposideridae.

## Поширення
Країни поширення: Камерун, Конго, Демократична Республіка Конго, Кот-д'Івуар, Екваторіальна Гвінея, Габон, Гана, Гвінея, Ліберія, Нігерія, Сьєрра-Леоне, Судан, Того. Середовище існування: субтропічні й тропічні низові ліси на висоті до 500 м над рівнем моря. Лаштує сідала поодинці, парами або в невеликих групах в порожнинах впалих колод, в норах живих дерев близько до землі, у дорожніх водопропускних трубах. Воліє бути поблизу водних шляхів, річок і боліт.

## Морфологія
Має тонке, пухнасте, темно-коричневе волосся. Вуха відносно короткі — 12–16 мм. Особини важать 6–9,5 г і мають довжину передпліччя 39–48 мм.

## Біологія та екологія
Має один сезон розмноження на рік. Парування відбувається в червні та липні (кінець першого вологого сезону); самки народжують у жовтні та листопаді (середина другого вологого сезону). Розмір посліду — одне дитинча.

## Загрози та охорона
Втрата середовища проживання є головною загрозою для цього виду. Присутній в кількох природоохоронних територіях.